# Bisoye Tejuoso
Cảnh sát trưởng Bisoye Tejuoso là một nữ doanh nhân người Nigeria đến từ Abeokuta. Bà sinh ra trong gia đình của một nông dân Egba, cũng là một tù trưởng ở Abeokuta. Bản thân cô ấy đã nắm giữ quyền lãnh đạo của Iyalode, một sự thật khiến cô ấy rất nổi bật trong các vấn đề Egba.

## Đời sống
Tejuosho được sinh ra trong một gia đình hoàng gia Egba, ông của cô là Oba Karunwi, Osile của Oke-Ona, Abeokuta. Cô học tại Trường tiểu học Igbein, Abeokuta trước khi theo học trường Cao đẳng Sư phạm Idi Aba, Abeokuta. ANăm 18 tuổi, cô kết hôn với một giáo viên, Joseph Somoye Tejuoso và sau đó đi cùng anh đến Zaria, nơi anh đang làm việc. Tại Zaria, Tejuoso phát triển mạnh trong việc buôn bán thực phẩm với miền nam Nigeria; cô ấy đã sử dụng đường sắt để vận chuyển hàng hóa từ Zaria đến Lagos. Đầu những năm 1950, cô trở thành đại lý cho United African Company, và trong những năm sau đó, thêm các ngành công nghiệp Vono vào danh sách các nhà cung cấp của cô. Cô đã trở nên rất thành công trong thời gian này và mua bất động sản ở nhiều nơi trên đất nước. Đầu những năm 1960, cô là một đại lý lớn của nệm Vono ở. Broad St  và được một doanh nhân người Na Uy tiếp cận để hợp tác trong một liên doanh sản xuất bọt. Sự hợp tác đã bắt đầu vào năm 1964 khi Nigeria Polyurethane Ltd bắt đầu sản xuất nhãn hiệu Cool Foams của riêng mình.
Năm 1970, sau khi không đồng ý với các đối tác của mình trong một liên doanh sản xuất bọt và thảm, cô quyết định xây dựng nhà máy của riêng mình. Cô nhận được một khoản vay từ Ngân hàng Phát triển Công nghiệp Nigeria và thành lập, Teju Industries, một công ty chuyên sản xuất bọt. Trong những năm qua, cô mạo hiểm ra các doanh nghiệp khác. Cô được nhớ đến như một người phụ nữ tiên phong đạt được đỉnh cao của sự độc lập và thành công về tài chính.
Cô đã bị sát hại vào năm 1996 ở tuổi 80 trong bối cảnh tranh cãi về obaship của Egbaland. Đến nay, vụ giết người của cô vẫn chưa được chính quyền Nigeria giải quyết.